# Метенмадинон
Метенмадинон, также известный как деацетилсуперлутин или как 16-метилен-6-дегидро-17α-гидроксипрогестерон — прегнановый стероид, никогда не поступавший в продажу. Является предшественником ацетата метенмадинона (эфира уксусной кислоты по гидроксильной группе при С-17), меленгестрола (метилированного производного по атому С-6) и хлорметенмадинона (хлорпроизводного по атому С-6).